# Manchurerstork
Manchurerstork (latin: Ciconia boyciana) er en storkefugl, der lever i det østlige Asien.